# Mokrous
Mokrous (russisch Мокроу́с) ist eine Siedlung städtischen Typs in der Oblast Saratow in Russland mit 6731 Einwohnern (Stand 14. Oktober 2010).

## Geographie
Der Ort liegt etwa 110 km Luftlinie ostsüdöstlich des Oblastverwaltungszentrums Saratow im Steppengebiet östlich der Wolga, einige Kilometer vom rechten Ufer des Jeruslan-Oberlaufes entfernt.
Mokrous ist Verwaltungszentrum des Rajons Fjodorowski sowie Sitz der Stadtgemeinde Mokrousskoje gorodskoje posselenije, zu der außerdem das 8 km südlich am Jeruslan gelegene Dorf Iwanowka gehört.

## Geschichte
Der Ort entstand 1894 (nach anderen Angaben erst 1902) im Zusammenhang mit dem Bau einer Eisenbahnstrecke von Pokrowsk (heute Engels) nach Uralsk (heute Oral in Kasachstan), als dort eine Station errichtet wurde, um die eine Siedlung wuchs. Ab 22. Juni 1922 gehörte Mokrous zum Kanton Fjodorowski der ASSR der Wolgadeutschen mit Sitz im 15 km nördlich gelegenen Dorf Fjodorowka. Die Siedlung Mokrous entwickelte sich in den 1930er-Jahren schnell, sodass 1939 die Kantonsverwaltung nach dort verlegt wurde.
Mit der Auflösung der Wolgadeutschen Republik am 7. September 1941 wurde der Kanton unter Beibehaltung seines Namens in einen Rajon umgewandelt. 1967 erhielt Mokrous den Status einer Siedlung städtischen Typs.

### Bevölkerungsentwicklung
| Jahr | Einwohner |
| ---- | --------- |
| 1926 | 0123      |
| 1939 | 2430      |
| 1959 | 2407      |
| 1970 | 3987      |
| 1979 | 5107      |
| 1989 | 6559      |
| 2002 | 6788      |
| 2010 | 6731      |

Anmerkung: Volkszählungsdaten

## Verkehr
Mokrous besitzt einen Bahnhof bei Kilometer 982 der 1894 eröffneten Eisenbahnstrecke Saratow – Jerschow – Oral (Kasachstan) – Sol-Ilezk. Am Nordrand der Siedlung führt die von Engels bei Saratow ebenfalls über Jerschow kommende und zur kasachischen Grenze führende Regionalstraße (früher R236) vorbei, ein Teil der Europastraße 38.